# 一致の定理
一致の定理（いっちのていり、英: Identity theorem）は、実解析と複素解析において、通常は可算点列上で局所的に一致する2つの解析関数が大域的に一致することを主張する定理である。重要な定理であり、解析接続の一意性の証明にはこの定理が必要となる。
この定理には名は冠されていないが、1844年頃、リウヴィルが楕円関数に特殊な形で適用したのが最初であり、直後にコーシーが自分が開発した複素解析の中に取り入れて一般化したものである。

## 定理
次の2つの形式があり、どちらも一致の定理と呼ばれている (内容的にはほとんど言い換えに過ぎない)。
(1) 連結開領域 {\displaystyle D\subset \mathbb {C} } で正則な複素関数 {\displaystyle f(z)} の零点集合が {\displaystyle D} で集積点を持てば、{\displaystyle f(z)} は {\displaystyle D} で恒等的に 0 である。
(2) 連結開領域 {\displaystyle D\subset \mathbb {C} } で正則な複素関数 {\displaystyle f(z),g(z)} が、{\displaystyle D} で集積点を持つ {\displaystyle D} の部分集合U上で一致すれば領域 {\displaystyle D} 全体で一致する。ここでUとして例えば開集合を取ることができる。

## 証明
(1) の形式について証明する。(2) の形式については、(1) の形式を {\displaystyle f(z)-g(z)} に対して適用すれば即時に出る。
証明を次の2段階に分ける。
第1段階
{\displaystyle z_{0}} を {\displaystyle f(z)} の零点の集積点の1つとすれば、{\displaystyle z_{0}} を中心としたある正の半径 {\displaystyle r} の開円板上で {\displaystyle f(z)} は恒等的に 0 である。
第2段階
第1段階で証明した {\displaystyle z_{0}} の近傍における {\displaystyle f(z)=0} という結論を {\displaystyle D} 全体に拡張する。なお、通常は解析接続の一意性の証明には一致の定理を用いるので、本定理の証明の中で解析接続の一意性を援用することは好ましくない(循環論法になる恐れがある)。

### 第1段階の証明
{\displaystyle z_{0}} を {\displaystyle f(z)} の零点の集積点の1つとする。 {\displaystyle f(z)} は {\displaystyle D} で正則であるから、{\displaystyle z_{0}} を中心として次のようにテイラー展開が可能であり、その収束半径は 0 ではない。収束半径より小さな正数 {\displaystyle r} を適当に選んで、{\displaystyle z_{0}} を中心とした開円板 {\displaystyle |z-z_{0}|<r} が {\displaystyle D} に包含されるようにすることができる。この開円板を {\displaystyle U} と置く。
{\displaystyle f(z)=\sum _{k=0}^{\infty }{\frac {c_{k}}{k!}}(z-z_{0})^{k}}
もし、{\displaystyle c_{k}\not =0} が存在するなら、その中で最も添字の値が小さなものを{\displaystyle c_{n}} とし、
{\displaystyle h(z)={\frac {c_{n}}{n!}}+\sum _{k=1}^{\infty }{\frac {c_{n+k}}{(n+k)!}}(z-z_{0})^{k}}
と置けば、
{\displaystyle f(z)=(z-z_{0})^{n}h(z)}
となる。上記の {\displaystyle h(z)} の {\displaystyle z_{0}} を中心とした テイラー展開の収束半径は {\displaystyle f(z)} と同じであり、 {\displaystyle h(z)} は {\displaystyle U} で正則で、{\displaystyle h(z_{0})\neq 0} である。{\displaystyle z\neq z_{0}} であれば {\displaystyle (z-z_{0})^{n}\neq 0} であるから、 {\displaystyle z_{0}} 以外の {\displaystyle f(z)} の零点は {\displaystyle h(z)} の零点であり、{\displaystyle z_{0}} は {\displaystyle h(z)} の零点の集積点である。 {\displaystyle h(z)} は {\displaystyle U} で連続であるから、{\displaystyle \delta } を十分に小さな正数とすれば、{\displaystyle |z-z_{0}|<\delta } であれば {\displaystyle h(z)\neq 0} であるが、{\displaystyle z_{0}} は {\displaystyle h(z)} の零点の集積点であるから {\displaystyle |z_{1}-z_{0}|<\delta } を満たす {\displaystyle h(z)} の零点 {\displaystyle z_{1}} が存在するはずであるから矛盾である。
従って全ての整数 {\displaystyle k} について {\displaystyle c_{k}=0} であり、開円板 {\displaystyle U} 上では {\displaystyle f(z)} は恒等的に 0 である。

### 第2段階の証明
{\displaystyle D} に包含される {\displaystyle f(z)} の零点だけから成る開集合は存在する(例えば上の証明の開円板 {\displaystyle U} はこの条件を満たす)。そのような開集合全ての合併集合を {\displaystyle D_{1}} と置く。当然、{\displaystyle D_{1}\subset D} であり、{\displaystyle D_{1}} は開集合族の公理から開集合である。(つまり、 {\displaystyle D_{1}} は、{\displaystyle D} に包含される {\displaystyle f(z)} の零点だけから成る開集合の中で最大のものである)。
{\displaystyle D_{1}=D}であることが証明できれば、{\displaystyle D} 上で{\displaystyle f(z)=0} が成立するので、定理が証明されたことになる。これを証明するために、{\displaystyle D_{1}\neq D}と仮定し矛盾を導く。
{\displaystyle D_{2}=D\cap {\overline {D_{1}}}^{c}} ( {\displaystyle {\overline {D_{1}}}^{c}} は {\displaystyle D_{1}}の閉包の補集合)と置けば、{\displaystyle D_{2}} も開集合である。当然 {\displaystyle D_{1}\cap D_{2}=\emptyset } (空集合)である。
{\displaystyle \gamma =D\cap \partial D_{1}} と置けば、{\displaystyle \gamma } は{\displaystyle D}に含まれる{\displaystyle D_{1}}の境界である。
{\displaystyle D=D_{1}\cup \gamma \cup D_{2}}、{\displaystyle D_{1}\cap \gamma =\emptyset }、{\displaystyle D_{2}\cap \gamma =\emptyset } が成り立つ。{\displaystyle D_{1}\neq D}が成り立つためには、{\displaystyle D_{2}\neq \emptyset } または {\displaystyle \gamma \neq \emptyset } でなければならない。
{\displaystyle \gamma \neq \emptyset }と仮定する。{\displaystyle z_{1}} を {\displaystyle \gamma } の任意の点とすると、{\displaystyle z_{1}} は {\displaystyle f(z)} の零点集合の集積点であり、証明の第1段階の結論からある正数 {\displaystyle r} が存在して、 {\displaystyle D} に含まれる開円板 {\displaystyle V=\{z|\ |z-z_{1}|<r\}} 内では {\displaystyle f(z)} は恒等的に 0 である。{\displaystyle z_{1}} は{\displaystyle D_{1}}の境界点であるので、{\displaystyle V} は {\displaystyle D_{1}}に内包されない(つまり、{\displaystyle V} は {\displaystyle D_{1}} 以外の点を含む)。従って、 {\displaystyle D_{1}\cup V} は {\displaystyle f(z)} の零点集合のみから成る{\displaystyle D}に包含される開集合であり、{\displaystyle D_{1}}を真に包含しているので、{\displaystyle D_{1}}の最大性に反することになる。従って、{\displaystyle \gamma =\emptyset }でなければならない。
{\displaystyle \gamma =\emptyset }かつ{\displaystyle D_{2}\neq \emptyset } と仮定すると、{\displaystyle D=D_{1}\cup D_{2}} が成り立つことになるが、{\displaystyle D_{1}}、{\displaystyle D_{2}} は共に空集合ではない開集合であり、かつ {\displaystyle D_{1}\cap D_{2}=\emptyset } であるので、{\displaystyle D}は連結であるという仮定に反する。
以上から、{\displaystyle \gamma =\emptyset }かつ{\displaystyle D_{2}=\emptyset } でなければならない。従って、{\displaystyle D_{1}=D}が成立し、{\displaystyle D} で {\displaystyle f(z)} は恒等的に 0 である。